# 熱木星

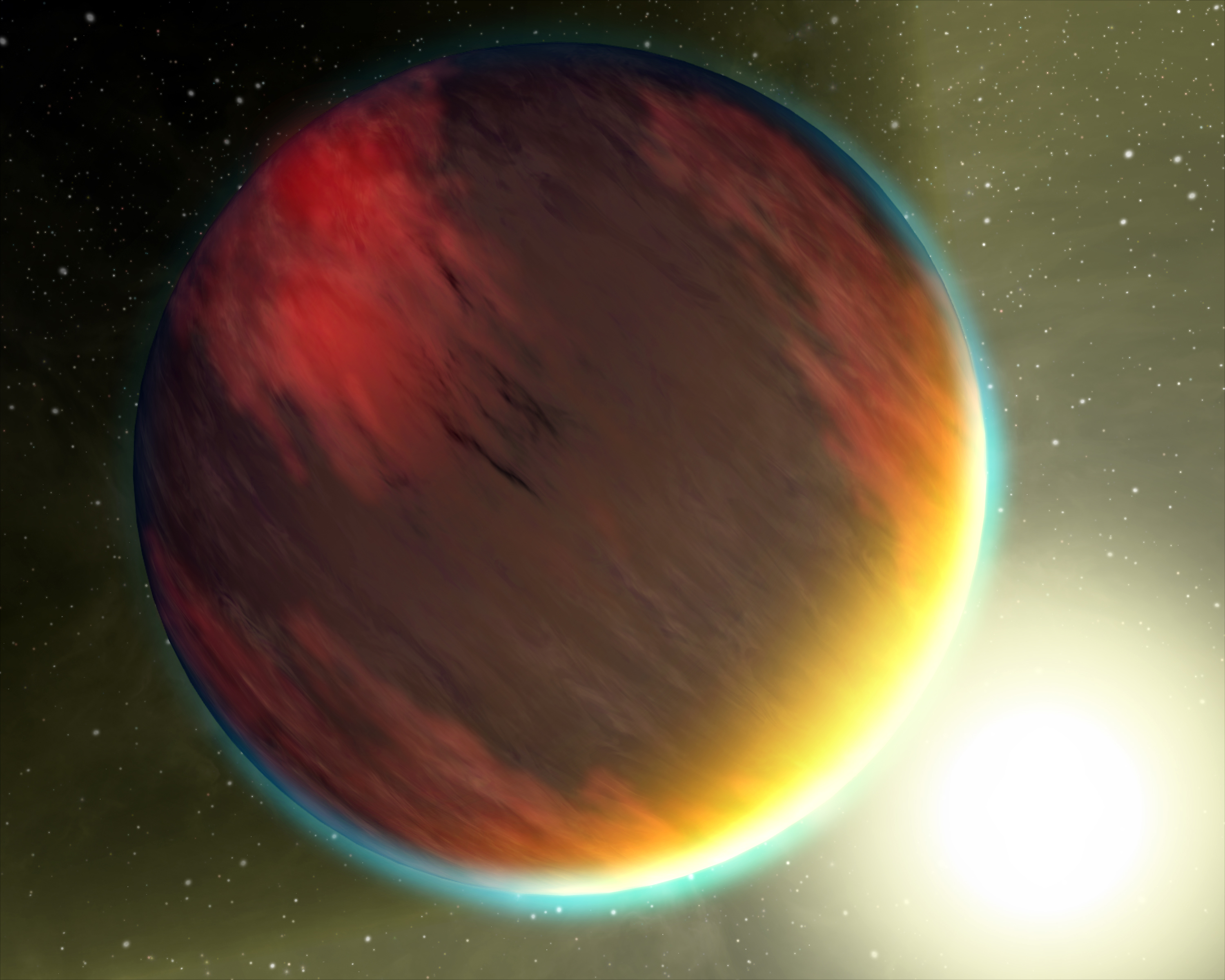
藝術家想像下的一顆熱木星－因自身的熱而發出紅光。

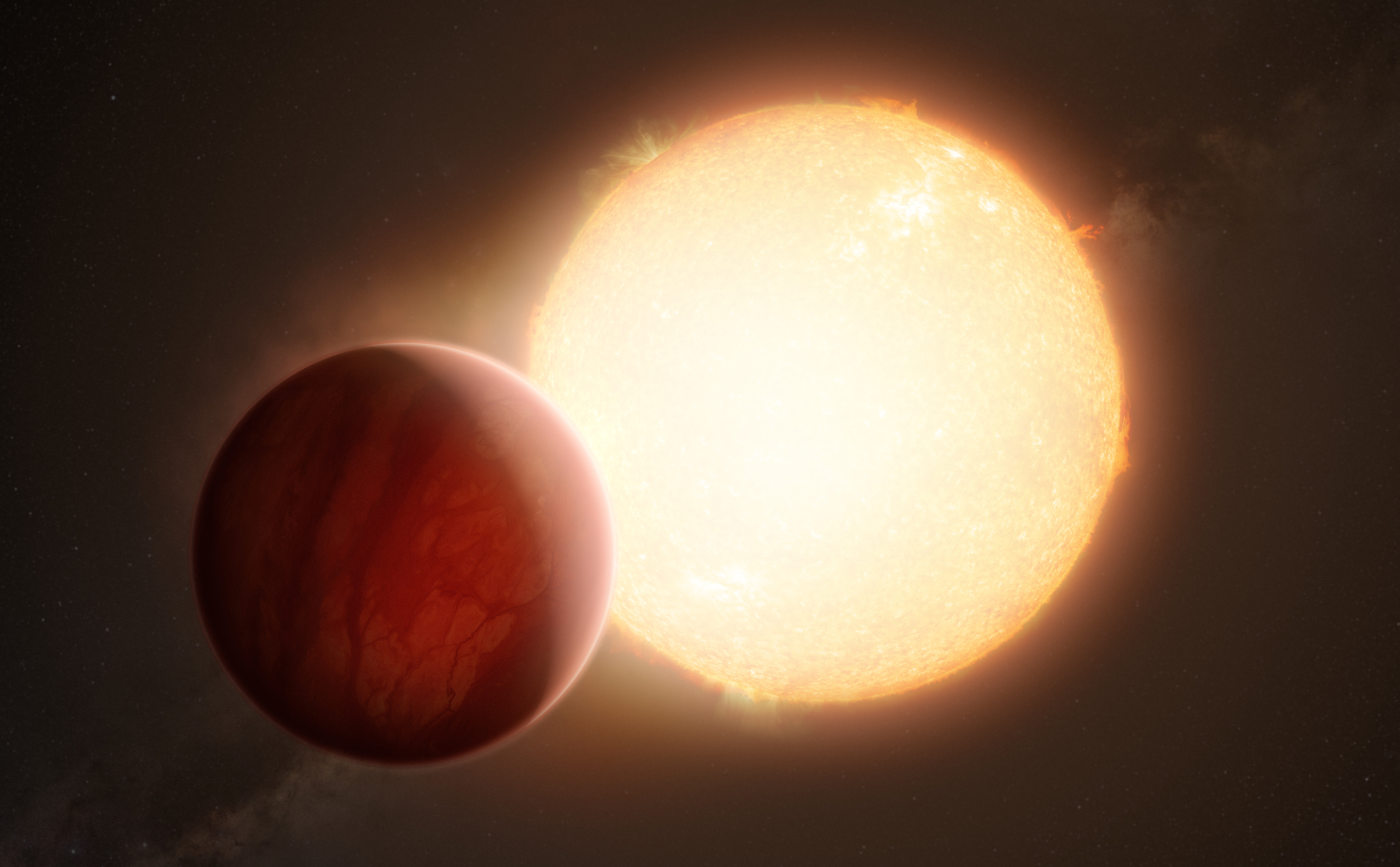
一位藝術家對圍繞其母恆星運行之熱木星的印象。

熱木星（有時稱為熱土星）是一類系外行星，被推斷在物理上與木星相似，但軌道週期很短（「P」<10天）的氣態巨行星 。它們離恆星很近，表面大氣溫度很高，因此被非正式地命名為「熱木星」。
熱木星是最容易通過徑向速度法探測到的太陽系外行星，因為與其它已知類型的行星相比，它們在母恆星運動中引發的振盪相對較大且快速。最著名的熱木星之一是飛馬座51b。它於1995年被發現，是第一顆圍繞類太陽恆星運行的太陽系外行星。飛馬座51 b  的軌道週期大約是4天。

## 一般特徵

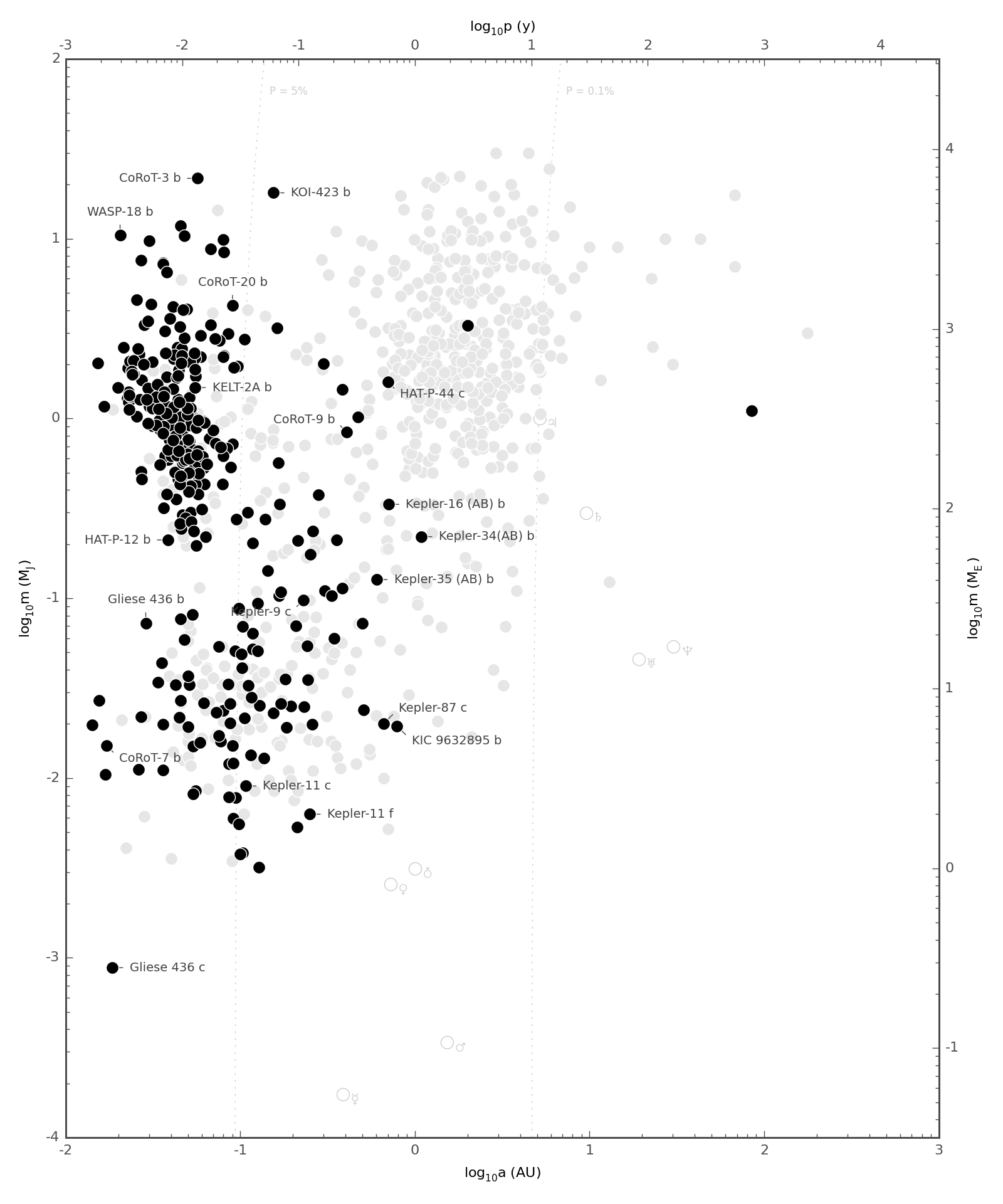
截至2014年1月2日發現的熱木星（沿左邊緣，包括大多數使用凌日法探測到的行星，用黑點表示）。

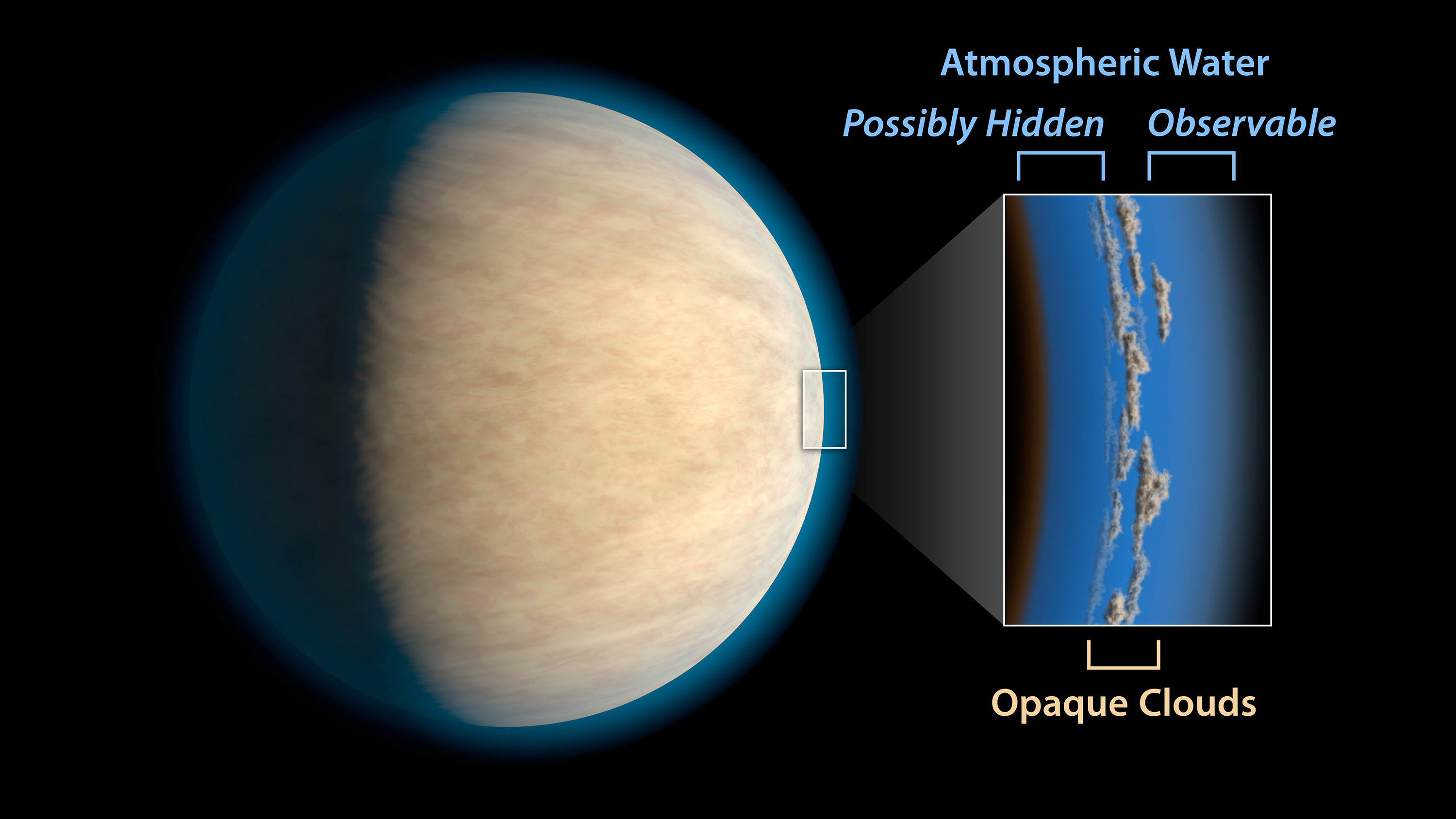
隱藏著水的熱木星。

儘管熱木星之間存在著多樣性，但它們確實有一些共同的特性。
- 它們的决定性特徵是質量大，軌道週期短，跨越0.36–11.8木星質量和1.3–111地球日[5]。質量不能大於大約13.6木星質量，因為届時行星內部的壓力和溫度將高到足以引起氘聚變，而這顆行星將是棕矮星[6]。
- 大多數軌道接近圓形（低離心率）。人們認為它們的軌道是由附近恆星的攝動或潮汐力圓化的[7]。它們是在這些圓形軌道上長時間停留，還是與宿主恆星碰撞，取決於它們的軌道和物理演化的耦合，這通過能量耗散和潮汐變形而相關[8]。
- 許多具有異常低的密度。到目前為止測得的最低值是TrES-4b的0.222g/cm3[9]。熱木星的半徑能有多大尚不完全清楚，但人們認為，膨脹的包層可歸因於恆星的高輻射、大氣的高不透明性、可能的內部能源，以及軌道離恆星足够近，使行星外層超過洛希極限並被進一步向外拉[9][10]。
- 通常情况下，它們被潮汐鎖定，一邊總是面向宿主恆星[11]。
- 由於它們的週期短，而且有潮汐鎖定，因此很可能有極端和奇異的大氣層[3]。
- 大氣動力學模型預測了强烈的垂直分層，強風和由輻射強迫以及熱量和動量傳遞驅動的超旋轉赤道噴流[12][13]。最近的模型還預測了各種風暴（旋渦），它們可以混合並輸送大氣層的冷熱氣體區域[14]。
- 基於HD 209458 b的模型預測，大氣層的晝夜溫差很大，約為500 K（227 °C；440 °F）[13]
- 它們似乎在F-和G型恆星周圍更常見，而在K型恒星附近則不那麼常見。紅矮星周圍的熱木星非常罕見[15]。對這些行星分佈的概括，必須考慮到各種觀測偏差，但總的來說，它們的普遍性隨著恆星絕對星等的函數呈指數級下降[16]。

## 形成與演化
天文学界对热木星的起源有两大观点：迁移说和原位形成说，迁移说是目前学界流行的理论。
迁移说认为，在恒星系的早期阶段，热木星先是在恒星系冻结线外由岩石、冰块、气体聚合形成。行星形成后，热木星轨道内移，在距离恒星很近的地方形成稳定轨道。热木星可能是通过II型迁移移动进入内层轨道，也可能是因为受到了其他大质量天体干扰才进入内层轨道。像大遷徙假說指出太陽系的木星也曾遷移，若無與隨後的土星產生重力交互作用，也有可能變成熱木星。
原位形成说认为，热木星原本是超级地球形的岩石行星，在形成后逐渐吸附周围气体形成气态巨行星，原来的岩石行星成为巨行星的固态内核。根据推算，固体表面的密度要达到104 g/cm2才可能成为气态巨行星的内核，因此这一学说受到质疑。
因熱木星十分靠近恒星，它们的大氣層可能会因为热量被逐渐剥离。在大气层被完全剝離之後，它們殘留的核可能成為冥府行星。但目前尚未实际发现冥府行星，因此这一理论目前还属于假说。

## 系統中的類地行星
模擬顯示，一顆木星大小的行星在圓形星盤內的遷移（在恆星距離5天文單位至0.1天文單位之間），不如像一般人想象的具有毀滅性。超過60%的固體物質，包括能夠形成原行星盤的星子和原行星，會被氣體巨星驅離。在模擬中，在熱木星通過之并且軌道穩定在0.1天文單位的距離後，2個地球質量大小的行星會在適居帶的區域內出現。由於混合了從冻结线之外被帶入至內太陽系內的材料，模擬顯示在熱木星通過之後才形成的類地行星，含有的水分特別多。

## 逆行軌道
不少已被發現的熱木星均有著一個逆行軌道，而這導致天文學家們對熱木星的形成產生了疑問。雖然這些熱木星的軌道可能被影響了，但天文學家們卻相信是恆星因恆星磁場和行星形成盤之間的作用力，而使其自轉相反了，才導致這些熱木星有著一個逆行軌道。

## 蓬鬆行星

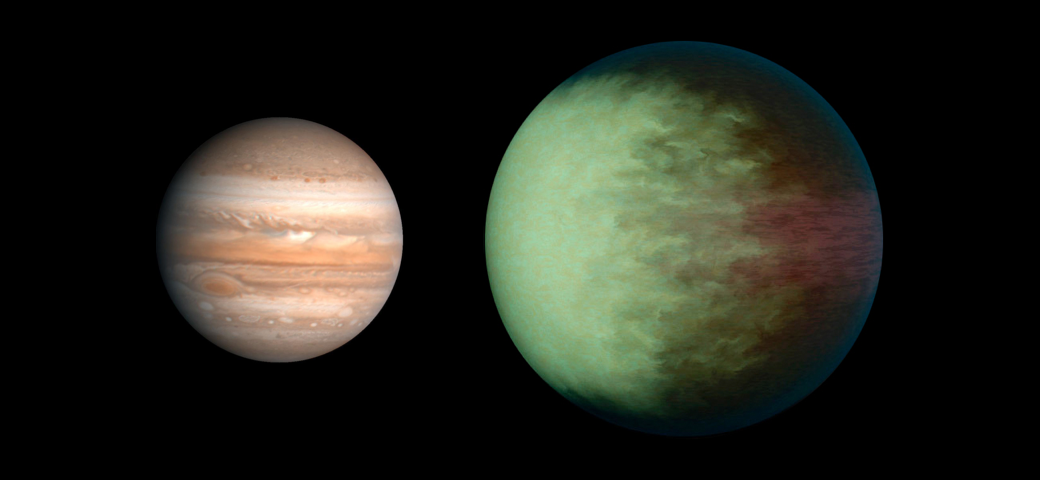
雖然開普勒7b的質量只有木星的一半，但其體積還比木星大得多

質量極低的熱木星被稱為蓬鬆行星（puffy planets）或熱土星（hot Saturns），全因它們的密度與土星相若。至今，天文學家已發現六個蓬鬆行星，它們分別是：HAT-P-1b、柯洛1b、TrES-4、WASP-12b、WASP-17b和开普勒7b。這些蓬鬆行星的質量皆小於半個木星。若蓬鬆行星的質量接近木星，那麼其重力就會將行星大小壓縮到接近木星的大小。

## 衛星
理論上，熱木星很可能沒有任何天然衛星，全因其希爾球太小和恆星的潮汐力影響，導致熱木星無法穩定其衛星。儘管熱木星有衛星，但這些衛星的大小將會與小行星大小差不多。

## 外部連結
- . space.com. Inside Exoplanets. 5 June 2006  [2009-03-08]. （原始内容存档于2012-12-23）.
- . California Institute of Technology. （原始内容存档于2013-06-18）.
- Struve, O. . The Observatory. 1952, 72: 199. Bibcode:1952Obs....72..199S.
- Struve, Otto. . 24 July 1952  [2021-10-24]. （原始内容存档于2017-12-31）.
- Cain, Gay. . astronomycast.com (audio). Extrasolar Planets. September 2006  [2021-10-24]. （原始内容存档于2011-11-29）.